# U-139级潜艇
U-139级潜艇（德語：U-Boot-Klasse U139）是德意志帝国海军建造的三艘大型远程巡洋潜艇所使用的艇级。它们均由基尔的日耳曼尼亚船厂承建，水面排水量近2000吨，配备两门大口径甲板炮，可直接与敌方武装商船交战。三艘同级舰都在第一次世界大战期间交付使用。其中U-139号、U-140号都曾开展猎杀巡航，U-141号则未及参与任何行动。战后，U-139号与U-140号分别被法国海军和美国海军收编继续服役，U-141号则在英国拆解报废。

## 设计

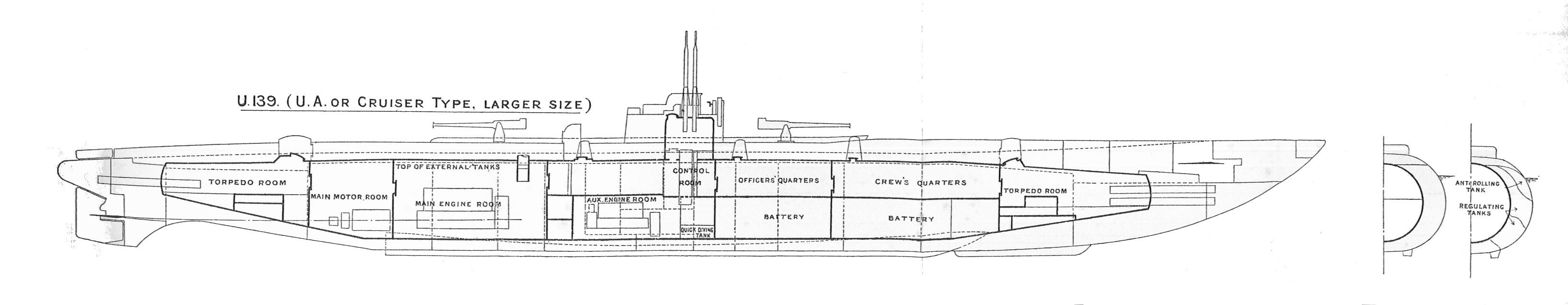
U-139级潜艇平面及剖面图

第一次世界大战爆发后，自1916年4月时任公海舰队总司令的赖因哈德·舍尔下令暂停潜艇破交战，到1917年2月无限制潜艇战政策的出台，德意志帝国海军潜艇部队对商船的攻击活动陷入短暂的低潮期。为了打破僵局，同时摆脱捕获法则对潜艇破交战的束缚，潜艇监察局（Inspektion des U-Bootwesens）煞费苦心地提出了超大型远程巡洋潜艇（或称U型巡洋舰）的概念。这种潜艇可以视为具备潜航能力的水面作战舰艇，水面排水量高达2000吨，配备大口径甲板炮，艇体关键部位敷设装甲，拥有超过20節（37每小時）的水面航速，可直接与敌方武装商船进行炮战，宽大的舱内空间可以提供完善的生活设施和补给物资以支持船员长期巡航作战。最为独特的是，这种潜艇还为俘虏预留了足够的拘押舱位。
建造如此吨位的潜艇，最关键的问题还是主机。虽然此时猛狮公司已经可以提供单台输出功率1,750匹公制馬力（1,287千瓦特）的柴油发动机，但要想在2000吨级的潜艇实现20节的最高航速，柴油机单台功率至少要达到3,000匹公制馬力（2,206千瓦特）。这在短期内根本无法实现，潜艇监察局不得不降低了对航速的要求，重新调整指标后的新艇设计方案被命名为第46号工程。1916年7月，德国军方下达了首批3艘被指定为U-139级的订单。但德国国内几家主要船厂均忙于手头的订单，无暇接下这种建造周期较长且工艺复杂的大型潜艇。为此，潜艇监察局要求日耳曼尼亚船厂将正在建造的U-127至U-130号艇转移至其它船厂，为新艇腾出位置。1916年8月1日，德意志帝国海军与日耳曼尼亚船厂正式签订U-139至U-141号艇的建造合同。单艇造价约为870万黄金马克，其中大口径炮约占成本的7%。

## 特征
U-139级是德国有史以来最大型的军用潜艇之一，体积甚至超过了二战中最大的X级潜艇。它们的水面排水量近2000吨，水下则高达2483吨；全长92米，舷宽9.12米，安全潜航深度75米。推进系统为两台总功率为3,300匹公制馬力（2,427千瓦特）的六缸四冲程柴油发动机和两台总功率为1,780匹公制馬力（1,309千瓦特）的双电动发电机，可分别提供最高15.3節（28.3每小時）的水面航速和最高7節（13每小時）的水下航速，8節（15每小時）航速时的续航里程为17,750海里（32,870）。额定船员编制66人，另配有21名俘虏舱位，甚至有1张专为被俘军官预留的铺位。为了满足海上长时间巡航的需求，这些艇只还装备了以柴油机排出的高温废气为能源的海水淡化装置。
不同于早期的U-151级潜艇（原本设计为商用潜艇以躲避海上封锁），U-139级从一开始就是为战争服役而设计的。它们装备有六具直径为500毫米的鱼雷发射管，其中艇艏四具、艉部两具，并可合共搭载至多20枚G6型鱼雷。作为辅助武器的甲板炮是两门150毫米45倍径艇用高射炮，为提高射速还配备了扬弹机。舰桥后部安装了一具大型测距仪，用于提高火炮射击精度。潜望镜从以往的单目式改为双目式，司令塔的指挥中心外壳采用90毫米厚的钢板作为防护装甲，以抵御敌方商船通常携带的火炮；而耐压壳体也比往常厚了25毫米，以增加潜航深度。艇艛则升高了2米，这样即便被炮弹命中也不会穿透耐压壳体。

## 运用
U-139号作为同级的命名艇，于1917年12月3日下水，至1918年5月18日交付使用，继而被编入驻基尔的巡洋潜艇部队（U-Kreuzer-Verband）服役。该艇曾奉命前往美国东岸开展猎杀巡航，但由于出发时间太晚，行至中途即被通知掉头返航。期间共击沉3艘商船（6301总吨）和1艘辅助军舰（487吨）。战后，U-139号于1918年11月24日移交法国，被法国海军收编并以“阿尔布龙号”之名服役至1935年，最终于1936年拆解报废。
作为同级二号艇的U-140号则早过首艇于1917年11月4日下水，至1918年3月28日交付使用，同样被编入巡洋潜艇部队服役。它是继U-151号和U-156号之后，第三艘在一战期间用作破坏北美航运的德国潜艇。在北美水域巡航期间，U-140号共击沉6艘商船（30004总吨）和1艘灯船（590吨）。战后，该艇于1919年2月23日被引渡至美国，并继续为美国海军效力，直至1921年7月作为靶舰被击沉。
同级的最后一艘U-141号于1918年1月9日下水，至同年6月24日交付使用。由于入役太晚，它未及参与任何作战行动。战后，该艇于1918年11月26日被引渡至英国正式投降，至1923年在厄普诺拆解报废。

## 脚注
1. ↑  Gröner 1991，第17-19頁.
2. ↑  陈进，第187頁.
3. ↑  陈进，第188–189頁.
4. 1 2 3  Gröner 1991，第17–19頁.
5. ↑  陈进，第188頁.
6. ↑  陈进，第189頁.
7. ↑  Halpern，第433頁.
8. ↑  Helgason, Guðmundur. . German and Austrian U-boats of World War I - Kaiserliche Marine - Uboat.net.   [2021-12-24].